# Sima
Sima község Borsod-Abaúj-Zemplén vármegyében, a Gönci járásban.

## Fekvése
A Zempléni-hegység nyugati részén helyezkedik el, Abaújszántótól északkeletre. A közvetlen szomszédos települések: észak felől Baskó, délkelet felől Erdőbénye, délnyugat felől Abaújszántó, nyugat felől Abaújkér, északnyugat felől pedig Boldogkőújfalu.

### Megközelítése
Csak közúton érhető el, Abaújkér vagy Erdőbénye érintésével a 3705-ös úton [illetve Abaújszántótól Abaújkér-Aranyospusztáig a 3714-es, onnan pedig ugyancsak az előbbi úton]. A 3705-ös út a belterületének déli szélétől nem messze halad el, központján azonban csak a 37 116-os számú mellékút húzódik végig, amely a falu északi szélét elhagyva még továbbfolytatódik a zsáktelepülésnek tekinthető Baskóig.
Vasútvonal nem érinti, a legközelebbi vasúti csatlakozási lehetőséget a Szerencs–Hidasnémeti-vasútvonal Abaújszántó vasútállomása vagy Abaújkér megállóhelye kínálja, mindkettő nagyjából 10-12 kilométerre van a községtől.

## Története
Sima és környéke már ősidők óta lakott hely volt, ezt bizonyítják az 1800-as években a község közelében talált kőkori telep maradványai is. A település neve felmerül Bocskai István 1605. december 12-ei okiratban, melyben az őt támogató hajdúknak földet és kiváltságokat oszt. Borovszky Samu az 1900-as évek elején írta a községről: „Baskótól délre a vármegye határszélén fekszik Sima község 28 házzal és 188 magyar lakossal. Postája Boldogkő-Váralja, távírója Abaúj-Szántó.”
Sima a 20. század elején Abaúj vármegye Gönczi járásához tartozott.
Az 1910-es népszámláláskor 187 lakosa volt, valamennyien magyarok. Ebből 32 római katolikus, 145 református, 6 izraelita volt.

## Közélete

### Polgármesterei
- 1990–1994: Breitenbach Sándor (független)[4]
- 1994–1998: Thaller János (független)[5]
- 1998–2002: Takács Vincéné (független)[6]
- 2002–2006: Takács Vincéné (független)[7]
- 2006–2010: Takács Vincéné (független)[8]
- 2010–2014: Takács Vincéné (független)[9]
- 2014–2019: Takács Vincéné (független)[10]
- 2019–2024: Bazin Géza (független)[11]
- 2024– : Bazin Géza (független)[1]

## Népesség
A település népességének változása:
| Lakosok száma | 30   | 29   | 31   | 44   | 33   | 37   | 32   |
|               | 2013 | 2014 | 2015 | 2021 | 2022 | 2023 | 2024 |

A falu népessége 1900-ban 198 főt számlált, amely 1949-re 171 főre csökkent. Az 50-es évektől a 2000-es évekig drasztikusan lecsökkent a település lakosság száma, 1960-ban még 136-an lakták, 1970-ben 78-an, 1990-ben már csak 24-en. 2001. évben hivatalosan 19 lakosa volt. 
A 2001-es népszámlálás adatai szerint a településnek csak magyar lakossága volt.
A 2011-es népszámlálás során a lakosok 100%-a magyarnak, 19% ruszinnak mondta magát (a kettős identitások miatt a végösszeg nagyobb lehet 100%-nál). A vallási megoszlás a következő volt: római katolikus 19%, református 23,8%, görögkatolikus 38,1%, felekezeten kívüli 14,3% (4,8% nem válaszolt).
2022-ben a lakosság 78,8%-a vallotta magát magyarnak, 12,1% ruszinnak, 9,1% németnek, 9,1% egyéb, nem hazai nemzetiségűnek (18,2% nem nyilatkozott; a kettős identitások miatt a végösszeg nagyobb lehet 100%-nál). Vallásuk szerint 18,2% volt római katolikus, 6,1% református, 18,2% görög katolikus, 15,2% felekezeten kívüli (42,4% nem válaszolt).

## Nevezetességei
- Református templom
- Egy körülbelül 250 éves tölgyfa
- Simai kilátó

## Díszpolgárai
- Bárczay János[16]